# Echinophyllia patula
Echinophyllia patula är en korallart som först beskrevs av Hodgson och Ross 1981.  Echinophyllia patula ingår i släktet Echinophyllia och familjen Pectiniidae. IUCN kategoriserar arten globalt som livskraftig. Inga underarter finns listade i Catalogue of Life.